# Transliterator
Transliterator este o ocupație din domeniul activităților lingvistice care are ca obiect transpunerea, transcrierea unui text dintr-un alfabet în altul, redând literele prin echivalentele lor din alfabetul în care se transcrie.
Activitatea pe care o prestează și rezultatul muncii sale se numesc transliterație.